# Żółty Wiadukt w Gdańsku
Żółty Wiadukt w Gdańsku (niem. Olivaer Tor Brücke) – wiadukt nad torami kolejowymi w Śródmieściu Gdańska, nazywany również Wiaduktem Bramy Oliwskiej. Pierwotnie drogowy, obecnie pieszo-rowerowy. Żółty kolor zyskał dzięki instalacji artystycznej z czasów PRL.

## Opis obiektu
Wiadukt łączy Wielką Aleję z ul. Jana z Kolna, ponad torami kolejowymi. Zbudowany został w 1907 roku w miejscu istniejących wówczas jeszcze fortyfikacji Bramy Oliwskiej. Relikty tych fortyfikacji zostały wykorzystane do budowy schodów prowadzących z wiaduktu na ulicę Jana z Kolna. Stalowa konstrukcja wiaduktu składa się z dwóch kratowych łuków, wyprodukowanych w hucie Friedenshütte w Nowym Bytomiu, a scalonych na miejscu. Po II wojnie światowej ruch kołowy po obiekcie odbywał się tylko z kierunku ul. Jana z Kolna. Przęsła zostały podwyższone w 1968 roku w związku z elektryfikacją linii kolejowej. W 2005 roku znajdował się już w złym stanie technicznym, przez co wprowadzono ograniczenie nośności do 3,5 tony i przeprowadzono doraźne naprawy. W 2008 roku został zamknięty dla ruchu ze względu na pogarszający się stan techniczny, wyremontowany w 2012 roku i eksploatowany odtąd jako kładka pieszo-rowerowa. Ruch kołowy odbywa się na wzniesionym obok nowym wiadukcie w ciągu ul. Popiełuszki.

## Instalacja artystyczna
W czasach PRL wiadukt był uznawany za obiekt o znaczeniu strategicznym, przez co pomalowany był na maskujący kolor popielaty. W 1979 roku absolwent ASP w Gdańsku, Grzegorz Boros doprowadził do pomalowania go na jaskrawy kolor żółty w ramach instalacji artystycznej „Odkrycie Mostu”. Drugim elementem instalacji była tablica z treścią w językach polskim, angielskim i rosyjskim: 
Odkrycie Mostu. Most zawsze służył integracji, umożliwiał łączenie ludzi oraz ich kultur. Użycie koloru jako środka artystycznego czyni ten fragment rzeczywistości obiektem artystycznym. Przywraca mostowi jego metaforyczne znaczenie. Grzegorz Boros. Studenci Miastu, Gdańsk dnia 25 VI 1979 r.
Według słów autora, miał być to sprzeciw wobec szarzyzny życia codziennego. Pierwotnie Boros chciał w ramach happeningu oczyścić z zabrudzeń budynki Stoczni Gdańskiej, władze jednak nie wydały na to zgody. Z tego powodu zainteresował się leżącym nieopodal stoczni wiaduktem. Pierwsza tablica została skradziona w latach 80. XX wieku; nową, o treści w językach polskim i angielskim, zainstalowano w 2012 roku. W tym też roku przed wiaduktem wyeksponowano na cokole dźwigar podporowy, który został wymieniony na nowy. Widnieje na nim oryginalna tablica „zakaz fotografowania”, jakimi kiedyś oznaczano m.in. wiadukty.